# スミスセタカガメ
スミスセタカガメ（学名：Pangshura smithii）は、イシガメ科コガタセタカガメ属に分類されるカメ。

## 分布
- P. s. smithii　カッショクセタカガメ

インド北東部および北西部、パキスタン、バングラデシュのインダス川、ブラマプトラ川水系およびガンジス川水系下流域
- P. s. pallidipes　シロアシセタカガメ

インド北部のガンジス川水系上流域

## 形態
最大甲長23センチメートル。オスよりもメスの方が大型になり、オスは最大甲長15センチメートル。背甲は扁平で細長い。第3椎甲板後端は後方に突出せず、第4椎甲板とやや広く接する。縁甲板は左右に12枚ずつある。後部縁甲板の外縁は尖らないか、鋸状に弱く尖る。
頭部は中型で、吻端はやや突出する。後頭部は大型鱗で覆われる。
- P. s. smithii カッショクセタカガメ

背甲の色彩は黄褐色、暗黄色、褐色、暗褐色と変異が大きい。腹甲の色彩は暗褐色で継ぎ目（シーム）の周辺のみ明色な個体と、腹甲の色彩が明色で甲板ごとに暗色の斑紋が入る個体がいる。側頭部（鼓膜周辺）や四肢背面、陰茎に暗色の色素が沈着する個体が多い。
- P. s. pallidipes シロアシセタカガメ

背甲の色彩は灰褐色や淡褐色。腹甲の色彩は淡黄色や黄褐色で、暗色斑は入らないか入っても小型や不明瞭。側頭部や四肢背面、陰茎に暗色の色素が沈着しない個体が多い。

## 分類
- Pangshura smithii smithii （Gray, 1863） カッショクセタカガメ　Brown-roofed turtle
- Pangshura smithii pallidipes （Moll, 1987） シロアシセタカガメ　Pale-footed roofed turtle

## 生態
河川、運河などに生息し、河川に繋がった湖沼にも生息する。底質が泥で水深が浅く、土手や岩、倒木などがある流れの緩やかな流水域を好む。基亜種は主に標高200-500メートルの低地、亜種シロアシセタカガメは主に標高600メートル以下の丘陵や低山地に生息する。属内でも遊泳性が強い。日光浴を行うことを非常に好み、パキスタン内陸部では活動しない冬季でも気温の高い時間には日光浴を行う個体もいる。パキスタンの個体群は乾季になると泥中で休眠する。
食性は雑食。属内では最も動物食傾向が強い。メスの成体は植物質傾向が強くなり主に植物質（アマランサス属、ガマ科、ギョウギシバ属、スゲ属、タデ属、ヒルムシロ属など）を食べる。
繁殖形態は卵生。インド北部では土手に穴を掘り、8-11月に1回に3-11個の卵を年に2回以上に分けて産む。性染色体（性決定機構はZW型）を持ち発生時の温度よって雌雄が左右されない（染色体性決定）。

## 人間との関係
種小名smithiiは、アンドリュー・スミスへの献名。
生息地では食用とされることもある。
食用の採集などにより生息数は減少している。
ペットとして飼育されることがあり、日本にも輸入されている。主に基亜種が流通する。輸送状態が悪く状態を崩した個体の流通が多かったため、飼育の難しい種とされていた。アクアリウムで飼育される。水量を多くして泳ぎまわれるようにする。後述するように腹甲を傷つけないように底砂は敷かないか、敷いた場合には細菌の温床となるため汚れを溜めないようにする。登りやすく腹甲が傷つかないような陸場を設けて、局所的な熱源を照射し甲羅や皮膚が乾燥できるようにする。甲羅や皮膚が弱く、皮膚病や甲腐乱になりやすいため注意が必要。